# Bataille de Zacoalco
Guerre d'indépendance du Mexique
La Bataille de Zacoalco est une action militaire de la guerre d'indépendance du Mexique qui eut lieu le 4 novembre 1810 dans la ville de Zacoalco de Torres, État de Jalisco. Les insurgés commandés par le général José Antonio Torres (es) y défirent les forces royalistes du lieutenant-colonel Tomas Villasenor.
Afin de vaincre à tout prix les insurgés dont le nombre s'accroissait régulièrement, le haut commandement décida d'organiser une division royaliste composée de 500 soldats, pour l'essentiel des cadets originaires de Guadalajara qui quittèrent la ville sous le commandement du lieutenant-colonel Thomas Villaseñor. Cette division entra en contact avec les forces indépendantes menées par José Antonio Torres le 3 novembre et se dispersa après une brève résistance.
La déroute royaliste entraîna non seulement les pertes subies pendant la bataille mais aussi des soldats de Colima qui firent défection du côté des rebelles.
L'historien Carlos María de Bustamante rapporte cependant qu'avant le début de la bataille Tores essaya de parvenir à un accord avec Villasenor et envoya de jeunes soldats avec une escorte de rebelles à Guadalajara pour affronter seuls les troupes royalistes.